# Saint-Didier-de-Formans
Saint-Didier-de-Formans es una comuna francesa del departamento de Ain, en la región de Auvernia-Ródano-Alpes.

## Demografía
| 627 | 648 | 665 | 992 | 1 288 | 1 544 | 1 746 | 1 818 |
| Para los censos de 1962 a 1999 la población legal corresponde a la población sin duplicidades (Fuente: INSEE [Consultar]) |     |     |     |       |       |       |       |

Pertenece a la aglomeración urbana de Lyon.

## Personajes vinculados
- Marc Bloch -historiador y miembro de la Resistencia- y otras veintinueve personas fueron fusilados por la Gestapo en Saint-Didier el 16 de junio de 1944.